# American Kickboxer – Blood Fighter
American Kickboxer – Blood Fighter ist ein US-amerikanischer Martial-Arts-Film von 1991. Regie führte Frans Nel.

## Handlung
BJ Quinn ist amtierender Kickbox-Champion. Der größte Konkurrent des Hitzkopfs ist der aufstrebende, aber unbeliebte Jacques Denard, der keine Gelegenheit auslässt, ihn zu reizen. Bei einer Party nach einem Weltmeisterkampf flirtet Denard mit BJs Freundin. Es entwickelt sich ein Streit zwischen BJ und Denard. Als versucht wird, die beiden zu trennen, tötet BJ versehentlich einen Mann. Er wird zu 10 Monaten Gefängnis verurteilt und darf für mehrere Jahre keinen Wettkampf mehr bestreiten.
Nachdem BJ aus dem Gefängnis entlassen worden ist, versucht er sich als Punktrichter und trainiert seinen ehemaligen Konkurrenten und Freund Chad Hunter. Doch auch hier gerät er mit Denard aneinander. Bei einem Wettkampf verletzt Denard BJs Schützling schwer. Als BJ ihn auf einer Aftershow-Party zur Rede stellen will, eskaliert die Situation wieder, und Denard schlägt BJ nieder. BJ zieht sich in ein abgelegenes Häuschen am Strand zurück und versucht, zu sich selbst zu finden. Jedoch findet Chad ihn, und die beiden trainieren gemeinsam. Irgendwann kommt aber auch der schmierige Reporter Willard den beiden auf die Schliche und provoziert BJ und Denard so lange, bis sie einem Kampf um 100.000 US-Dollar zustimmen.
Der anschließende Kampf wird erbittert geführt, jedoch gelingt es BJ, Denard K.O. zu schlagen.

## Hintergrund
1993 erschien ein Film mit dem Titel American Kickboxer II, der jedoch keine direkte Fortsetzung ist. Eine direkte Fortsetzung erschien ebenfalls 1993 unter dem Titel To the Death – Wer unterliegt … stirbt !.

## Kritik
American Kickboxer ist ein typischer Martial-Arts-Film, der laut Kritik nichts zu bieten hat. Das Filmmagazin Cinema bezeichnete den Film als „öde“. Das Lexikon des internationalen Films urteilte: „Stereotype, wirre Action-Unterhaltung, die immerhin mit drei Stars der amerikanischen Kickbox-Szene aufwarten kann.“